# YF-21/VF-22雨燕

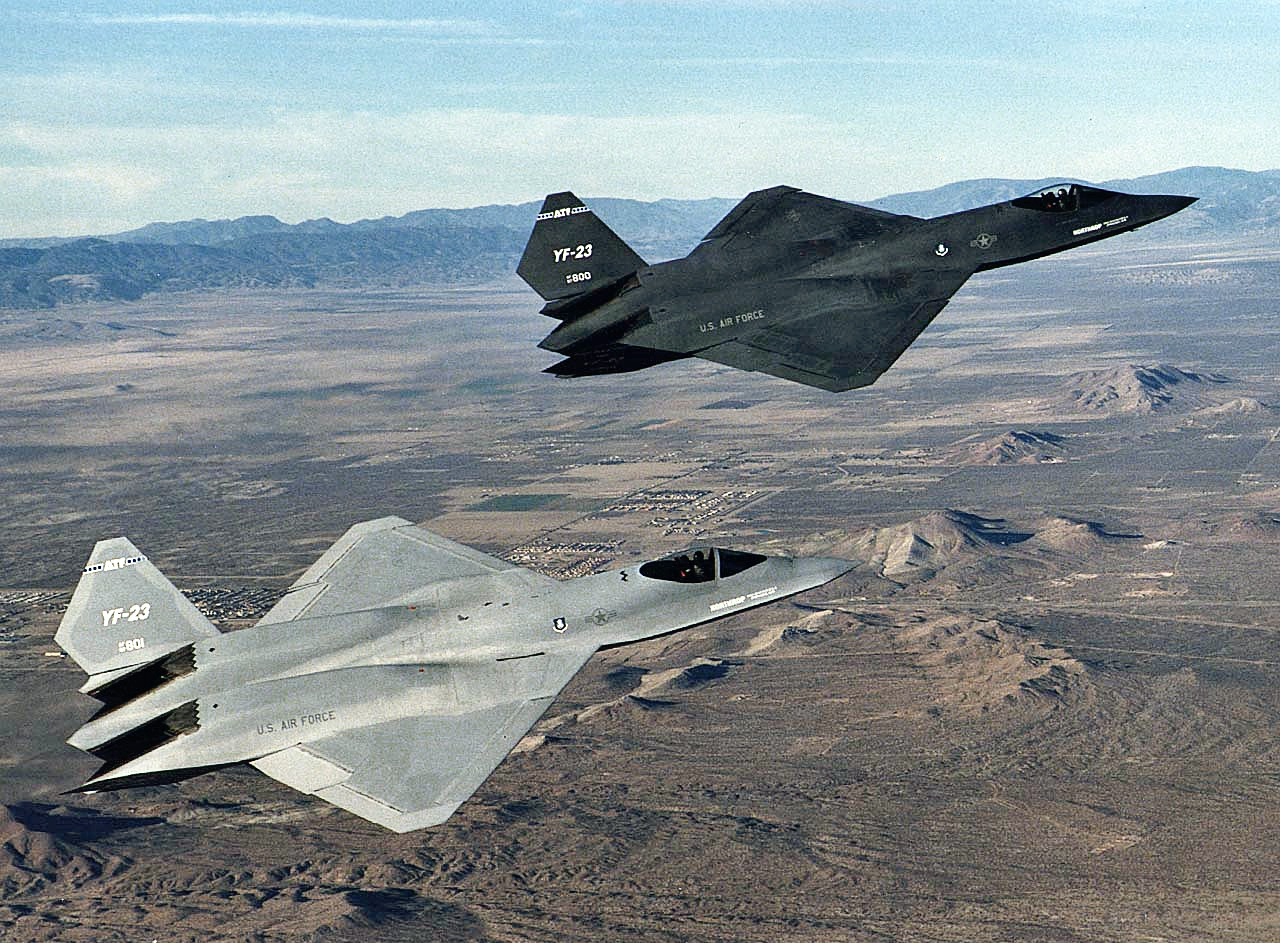
現實中的YF-23戰鬥機

YF-21/VF-22雨燕二式戰鬥機（シュトゥルムフォーゲルⅡ）（SturmvögelⅡ）是超時空要塞系列作品Macross Plus中，於21世紀40年代初期與YF-19競標，作為取代VF-11雷霆式戰鬥機的先進可變形戰鬥機原型機，在超新星計畫競標敗於YF-19（詳見YF-19）。儘管如此，一如之前的VF-14，降低性能及造價後的YF-21仍然在其原型機競標失敗後獲得少量訂單，進行有限的生產與配備，並被賦予VF-22的型號。
一如超時空要塞系列可變型戰機的傳統，本機的設計修改自1990年代與YF-22（現在為F-22）競標美國空軍先進戰術戰鬥機落敗的諾斯洛普／麥道YF-23黑寡婦二式戰鬥機，至於命名則是援引第二次世界大战中，德國空軍Me-262A-2a噴射戰鬥機的戰鬥轟炸機型。

## 概要
21世紀30年代，為替換已逐漸展露疲態的VF-11。統合軍政府展開了新型可變戰鬥機AVF（Advanced Variable Fighter：次世代全領域可變戰鬥機）開發計劃，名為「超新星計畫」（スーパーノヴァ）。新一代的戰鬥機，除了要求機動性能超越之前機種外，亦要求其能在使用Fold推進器增裝後即可單機超光速（Fold）跳躍，以穿透要塞之防衛網而進行攻擊任務。一如既往，由新星重工及通用銀河兩家統合軍最大飛機製造商進行角逐。
依照過去通用銀河公司的傳統，相對於其競爭者，該公司的設計案同樣大量採用了先進、前衛的科技。在新型的戰鬥機上，大量參考了傑特拉比倍力服的設計，使得外型上的風格迥異於過去統合軍的可變戰鬥機。
不同於過去的可變形戰鬥機，YF-21機器人型態的腿部並不直接作為飛機的動力段，而是摺疊之後收納平放於機腹之下，再以兩片整流罩遮蔽。這種設計的好處，在於能夠避免引擎與尾管直接承受著陸時的摩擦與震動，腿部結構得以同時加強。然而，這種設計相對的也有著增加多餘重量與佔用載彈空間的缺點；研發對考慮到相關問題，因此亦設計若是在緊急情況時，其腿部亦可由飛行員選擇加以拋棄，以獲得最大機動性能。除此之外，機身還採用了OTM科技的新式智慧型軟金屬結構，可於飛行時依照飛行狀態透過自我微調而改變翼形與翼剖面，於高速時扁且小而低速時厚且大，甚至可使左右翼面不對稱以利轉向，大幅增進空氣動力效率。
由於YF-21裝備了大量先進及非普及的技術，故其空重較YF-19重了將近一噸。然而，拜強大的FF-2450B引擎所賜，故其極速雖稍遜於YF-19，然而其推重比反較前者為高，推力恢復亦較前者更為快速，機動性能也更為良好。

## 精神控制
相較於傳統戰鬥機體，YF-21的最大特點在導入了BDI（Brain Direct Image）與BCS兩項控制裝置。BDI能整合機上各種感測裝置，將訊號直接投射至飛行員的神经系统，並可將經過任務電腦分析過後的資訊直接匯報予飛行員，並提供決策之意見參考；BCS則是直接接收人類頭腦的訊號，將其轉化為電子訊號後發送至各控制面；一如在1970年代之後日漸普及的數位化飛控，然而，現有技術不同的是，BDI與BCS不需經過末梢神經的傳遞過程，從而大幅增加了各控制面的反應速度；此外，由於操縱介面的限制，變形為機器人型態時僅能藉由設定好的程式進行制式化的動作，然而由於精神控制的導入，使得YF-21能夠突破這一方面的限制；史上第一次，飛行員能夠如心使臂、如臂使指般的駕馭可變型戰鬥機的三種型態，改善了操作的便利性，增加了飛行員反應的速度，同時也提高了戰術動作的不可預測性。
再者，由於BDI系統乃是將機外感測裝置的訊號投射至飛行員神經系統，故飛行員得以跨越過去座艙罩框架與機身的遮蔽，獲得真正360°的全方位視野，也因此使得以往機體為增加視野而必須裝設的大型透明座艙罩成為多餘，原先會產生擾流的大型座艙罩得以壓低，並同時改以金屬裝甲座艙罩取代透明壓克力艙罩，增加駕駛艙之結構防護力；為備不時之需，在設計上仍然保留了三個小型天文觀測窗以及一套傳統操控裝置，以作為精神控制裝置失效時的預備操縱系統。
當然，精神控制系統一樣有它的缺點。若長期使用會出現緊張、疲勞以及頭痛的現象，BDI十分倚賴駕駛員精神狀況維持系統正常運作，在超新星計畫測試期間只有首任試飛員卡爾德可順利操作此系統，BDI對於飛行員意志的完整表現成為了這系統的不穩定因子，這些問題在一定程度上限制了YF-21的作戰穩定度；隨著YF-21競標失敗，精神控制系統轉為公司內部研究，直到人體晶片植入技術的進步使得飛行員對於集中力維持以及思維控制達到可用階段，與BDI類似的思維操作系統在2059年的VF-27上再度重現，並帶給新型可變戰鬥機更優秀的操作效能。

## 取消
關於競標的結果，設定資料上給出了以下的幾點：
- 價格太高
- 太過複雜
- 維護不易
- 精神控制系統不穩定
- 原型機墜毀，測試無法繼續
- 一般飛行員不易操縱

之後，降低配備層級的VF-22在移除了精神控制系統後，進行了少量生產並被發配於各特種任務單位；當時VF-19的衍生型式已換裝推力更大新型引擎，往日YF-21在推力恢復方面的優勢已不復見，而腦波直接控制系統的移除，更是使原先YF-21的優秀性能一去不返，而直接修改自YF-21的多框架座艙罩設計，卻反使其視野嚴重貧弱化。

## 衍生型號
- VF-22S

為VF-22的隊長用機型，提昇通信能力；於2047年時發上並成為部分王牌飛行員用機；之後Macross7船團正式將其作為VF-17的後繼機種。
馬克斯機
Macross7船團統合軍代表同時亦是Macross7戰鬥艦艦長的天才飛行員馬克斯（マクシミリアン・ジーナス）的專用機，機體塗裝為天藍色。
米莉亞機
Macross7船團的市長同時亦是馬克斯分居的妻子，傑特拉帝血統的米莉亞所乘專用機，機體塗裝為紅色；兩機重現了當初統合軍紅藍雙壁的情景。
加姆林機
後期Macross7鑽石武力小隊的木崎·加姆林（ガムリン木崎）駕駛的黑色機體。
「月亮神射手」用機
由月面阿波羅基地分出的長距離移民船團護衛部隊SVF-124「月亮神射手」（ムーンシューターズ）所配置的機體。
S.M.S.所属機
Macross Frontier船團中S.M.S.組織所選配的機體，每個小對各配屬一架，裝有Fold雷達。（小說版）

## 後記
系列作品Macross Plus中，YF-21試飛主任卡爾德·波曼在拋棄雙手及雙腿後，解除系統限制的狀況下，以撞機方式與X-9同歸於盡，顯現出本機的最大性能，乃是受限於人體極限而並非機身結構的強度；之後在1990年代末期，PlayStation遊戲VF-X中，出現了傑特拉帝參考VF-11雷霆式戰鬥機製造的可變形戰鬥機，不僅在各項帳面性能上超越兩架AVF，並使許多玩家於遊戲中陷入苦戰，因此可得出以下結論：
- YF-21的最大性能，絕不僅限於書面資料所記載者。
- 在假節約的哲學下，相對於YF-21，其減配量產型的性能被閹割的多麼嚴重。
- 當初所謂「人體的極限」，其實在當時的維生技術水準下，事實上仍未到達。

## 註解／參考來源
- . GA Graphic. 2014年9月19日. ISBN 978-4-7973-7433-9.

## 登場作品
- Macross Plus
- VF-X
- VF-X2
- 超時空要塞Δ

## 相關機種
- P-61黑寡婦戰鬥機
- YF-23黑寡婦二式戰鬥機
- TSR-2轟炸機

## 相關連結
- Macross Compendium
- VF-11 Entry
- Macross Nexus